# Diaspora basque
 (octobre 2016).
Si vous disposez d'ouvrages ou d'articles de référence ou si vous connaissez des sites web de qualité traitant du thème abordé ici, merci de compléter l'article en donnant les références utiles à sa vérifiabilité et en les liant à la section « Notes et références ».
| - > 3,000,000 - > 1,000,000 - > 500,000 - > 50,000 - <10,000 ou manque de données |

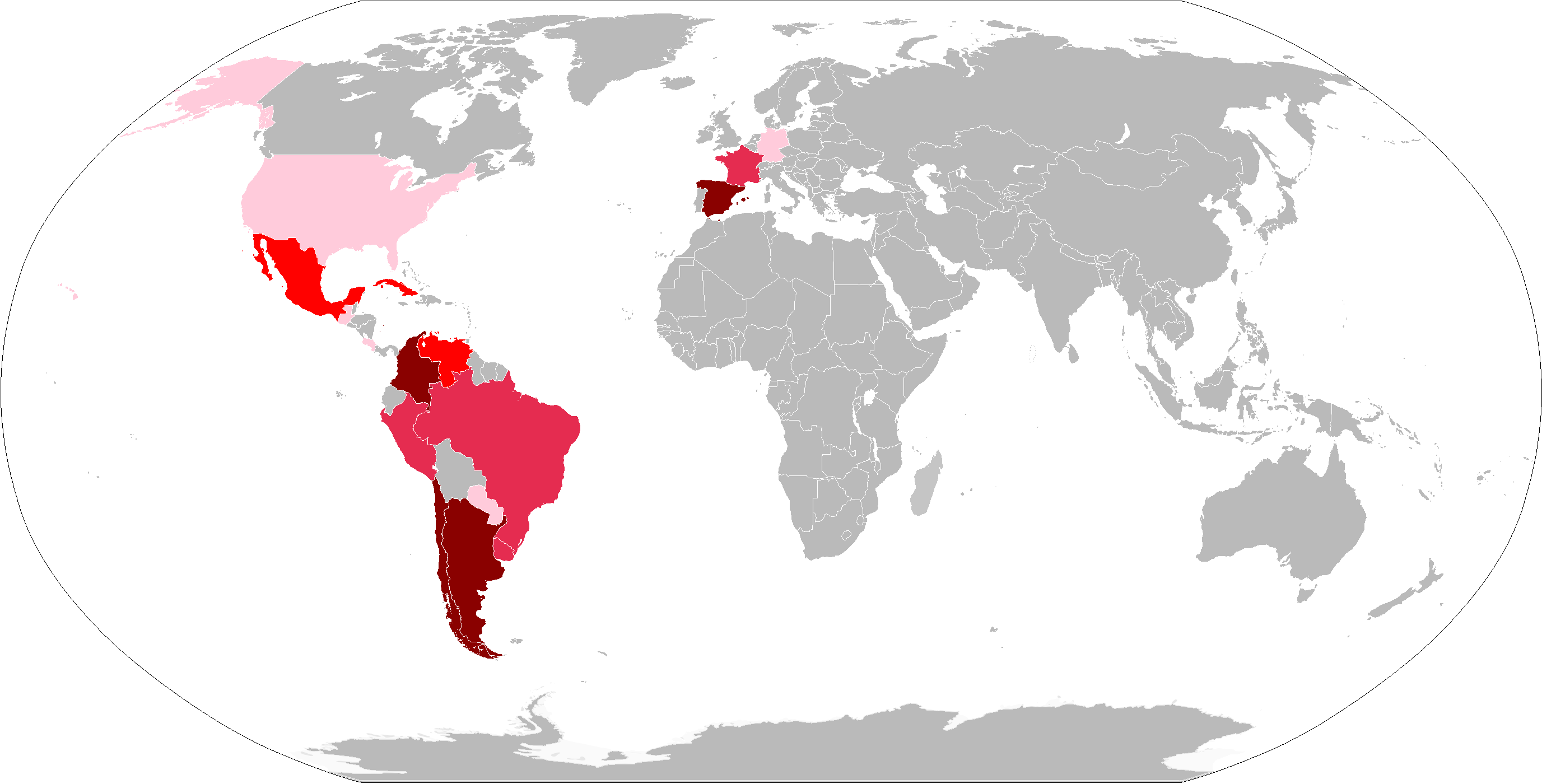
Carte de la diaspora basque.
Population d'origine basque par pays:
> 3,000,000
> 1,000,000
> 500,000
> 50,000
<10,000 ou manque de données

La diaspora basque est un nom donné pour décrire la dispersion des Basques dans le monde entier. Un grand nombre de Basques ont quitté le Pays basque (seuls les aînés héritaient des maisons) pour émigrer principalement en Argentine, en Colombie, au Chili et aux États-Unis. On la nomme parfois la « huitième province » du Pays basque, qui en compte sept.

## La diaspora
La diaspora basque est dispersée à travers le monde. Ces personnes du groupe ethnique basque forment une identité collective distinctive à la culture dominante de leurs sociétés respectives. La constitution d’établissements et des réseaux sociaux spécifiques à travers des associations, recoupe plus de 45 000 membres. Ces établissements ou Euskal Etxeak (Maisons Basques) favorisent des interactions transnationales (c’est-à-dire entre Euskal Etxeak) ou frontalières (c'est-à-dire avec le Pays basque). La diaspora basque est une réalité culturelle plurielle, et non une communauté monolithique et homogène. La dispersion basque à travers le continent américain démontre que la réalité quotidienne du Canada peut différer grandement de celle de l’Uruguay. Elle s’intègre et s’adapte à d’autres populations et remodèle la basquitude ou basquité (néologisme comme la francité au Québec ou la négritude pour Léopold Sédar Senghor) depuis des générations consécutives et des endroits régionaux qui apportent leur propre ajout. Les individus ayant une ascendance basque vivent dans au moins vingt-trois pays autour du monde. Ils sont organisés dans plus de 190 Euskal Etxeak, créant des milliers d'activités socioculturelles chaque année pour maintenir la culture basque vivante.
On estime à 4 500 000 les personnes d'origine directe basque à l'étranger et à 15 000 000 celles ayant un nom de famille basque. Aux États-Unis, il y a environ 100 000 personnes. Plus de 35 organismes Basco-Américains travaillent quotidiennement pour maintenir et favoriser l'identité basque aux États-Unis et en se regroupant grâce au NABO (North American Basque Organization). En Argentine, 10 % de la population, en Uruguay, 14 % de la population, et au Chili, 21 % de la population totale ont des origines basques.
La première organisation moderne basque d'émigrants a été établie à Montevideo, Uruguay, en 1876, suivie par Buenos Aires, en Argentine et Manille, Philippines l’année suivante. À la suite d'un vieillissement des immigrants et d'un non-renouvellement par une émigration basque extrêmement faible, en 1994, une loi pour définir les relations entre la communauté autonome basque présidée par le Lehendakari Juan José Ibarretxe et les Euskal Etxeak fut votée par le parlement. Le but est de développer des programmes pour la promotion du basque, parfois avec des financements. La diaspora promeut activement son identité au travers de la danse, la gastronomie et les jeux basques qui sont eux-mêmes très distincts de leurs voisins du Pays basque.

## Histoire de la diaspora
Il y a 2 périodes à distinguer dans la diaspora américaine. La première phase concerne la diaspora vers l’Amérique durant la conquête espagnole et l’émigration qui s’ensuivra. La seconde phase est l’émigration vers les États-Unis et précisément vers le nord-ouest de l’Amérique du Nord.

### En Amérique latine
En 1492, Christophe Colomb découvre l'Amérique, ce qui modifiera totalement le mode de vie des Basques et des Espagnols. Malgré la faible population basque, des individus basques se distinguent dans cette découverte et dans la conquête de l'Amérique. En effet, depuis plus d’un siècle avant cette découverte, les Basques vont vers les côtes du Labrador et du Groenland pour pêcher des baleines. Leur aide sera précieuse pour le roi d’Espagne.

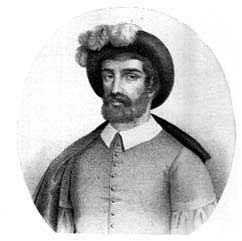
Juan Sebastián Elcano

Le marin qui effectuera la plus grande expédition de tous les temps est un basque, Juan Sebastián Elcano ou Elkano, en fit le tour du monde pour la première fois. Le conquérant Lope de Aguirre, connu pour sa tyrannie et sa cruauté, a parcouru les Andes péruviennes, les rivières Marañón, Amazone et l’ Orénoque jusqu'à l'île Marguerita et Barquisimeto, au Venezuela.
Le Droit d'aînesse en vigueur au Pays basque, qui octroyait tout l’héritage aux aînés (homme ou femme), poussera des milliers de jeunes basques à prendre le chemin de l’Amérique hispanique. Il y aura parmi eux des opportunistes basques - le Paraguay ayant été colonisé par Domingo Martínez de Irala, le Mexique occidental par Francisco d'Ibarra, les Philippines (après Magellan qui y meurt) par Legazpi et Urdaneta - ou des religieux comme Juan de Zumarraga qui a été le premier évêque du Mexique, défenseur des droits indiens, et qui a rédigé un des premiers documents clef dans l'histoire de la défense des droits humains. Il y a même des compagnies impliquées, comme la Compañía Guipuzcoana,  dans la formation du Venezuela. Le plus féroce caudillo royaliste de la guerre d'émancipation américaine, Pedro Olañeta, était lui aussi basque. Mais le plus connu de l'émancipation des peuples hispaniques en Amérique fut Simón Bolívar, descendant basque. Avec raison, la présence basque dans la formation des peuples hispaniques de l'Amérique est un facteur déterminant de sa personnalité historique.
L'histoire du Chili et celle du Venezuela ne pourraient pas être écrites si elles excluaient la contribution des familles basques. Et la même chose pourrait être dite de l'Argentine, où Juan de Garai a fondé la ville de Buenos Aires, et celle de Santa Fe au Nord. Un descendant basque, d'Esteban Etxeberria, est considéré comme étant le fondateur de la littérature argentine. Les noms de famille basques sont communs dans la toponymie de la pampa. On estime à 15 millions le nombre de personnes ayant un patronyme basque parmi les 385 millions d’hispanophones américains. L'Argentine est le pays dans lequel les Euskaldunak (Basques) ont été le plus nombreux à immigrer, car on estime à 3,5 millions le nombre de leurs descendants. Elle en a accueilli le plus grand nombre à partir des XVIe, XVIIe et XVIIIe siècles. Au cours des années 1800 et 1900 le plus grand mouvement migratoire argentin accueillait une partie du peuple basque et en outre, les évènements post révolutionnaires français, les campagnes napoléoniennes, les guerres carlistes et la guerre franco-prussienne, favorisaient les départs. Ces évènements s'ajoutèrent aux années de mauvaises récoltes ou à l'obligation des jeunes d'effectuer le service militaire en Espagne. L'émigration était une échappatoire. Le processus migratoire du peuple basque en Argentine s'est développé en plusieurs étapes. L'étape première d'immigration en Argentine (1835-1853) a été faite par des bergers basques d'Iparralde (Pays basque nord).
Elle a continué par une étape d'immigration post-constitutionnelle vers 1853-1877 et la plupart de ces migrants se sont implantés surtout au sud de Buenos Aires, dans la Pampa. Ils seront plus de 200 000 à s'y installer entre 1857 et 1864. Par la suite eut lieu une autre vague à la suite de l'approbation de la Loi d'immigration (1877-1914). La dernière phase, de 1936-1945, a été principalement politique à la suite de la guerre civile espagnole et de la Seconde Guerre mondiale. Dans cette étape, l'influence basque dans le cadre culturel argentin a été très importante avec par exemple des éditoriaux, des revues, la création de nombreux centres basques, folkloriques. Finalement, c'est vers 1950 que commence à diminuer la vague migratoire basque. 
De 1853 à 1943, les Basques ont donné 10 présidents sur 22 à l'Argentine. Le succès de Basques est tel qu'on estime à 16 % l'apport basque à l'élite argentine. En 1958, 12 des 50 plus grands propriétaires sont d'origine basque et ces derniers vont fonder la Bourse du commerce, des banques, se lancer dans la finance et l'industrie. 
Cependant, d'autres vont s'illustrer autrement comme Che Guevara, révolutionnaire communiste argentin, dont le père et la mère étaient basques.

### En Amérique du Nord
Des colons basques pêchaient les baleines sur les côtes de Terre-Neuve depuis des siècles. Jacques Cartier sera le premier à découvrir le Canada d'aujourd'hui au nom d'un roi. L'explorateur français savait par les récits basques qu'une terre existait à cet endroit du monde. Quand Jean Cabot arrive sur cette terre, il y trouve une excellente côte pour la pêche à la morue et malgré la présence de plus de 1 000 bateaux de pêche basques, Cabot réclame la terre pour l'Angleterre.
Avec l'interdiction de manger de la viande certains jours avec la réforme catholique du XVIe siècle, la consommation du poisson augmente, et le poisson le mieux conservé dans les longs trajets est la morue. 

Drapeau de Saint-Pierre-et-Miquelon

Dans l’Est de l’Amérique du Nord, il n’y a eu aucune immigration sauf sporadique et un peu à Saint-Pierre-et-Miquelon (30 % des familles aujourd’hui sont d'origine basque). L'ikurriña fait partie du drapeau régional.
Le gros de l’immigration, eut lieu durant la ruée vers l’or en Californie vers 1849. Des Basques déjà établis comme bergers dans la Pampa d'Amérique du Sud, se joignirent aux rangs des chercheurs d’or. La plupart d'entre eux ne trouvant pas d'or, tournèrent leur attention vers le bétail, vers leur métier d’origine et recommencèrent à être bergers. Vers 1870, les premiers bergers basques avaient augmenté leurs opérations dans l’élevage du mouton et ouvert ainsi de vastes territoires pour nourrir leurs bêtes, en Californie méridionale, près des montagnes Rocheuses, en passant par la Sierra Nevada et le plateau de Columbia. Être berger était un métier dénigré dans l'Ouest américain et la plupart des hommes basques ont considéré leur vie d'isolement dans un paysage dur et souvent hostile seulement comme un séjour provisoire à la différence des autres immigrants. Dans un tel contexte, les barrières à la création de la vie de famille et à l'assimilation s'érigeaient. Par conséquent, les Basques, probablement plus que n'importe quel autre groupe immigré dans l'histoire américaine, ont maintenu une sensibilité importante à leur patrie. Ils ont regardé leur séjour comme un genre de purgatoire afin d'acquérir un magot avant de s'en retourner en France ou en Espagne.
Les Basques étaient des avant-gardistes dans le développement du modèle de la transhumance, qui caractérise toujours l'élevage des moutons dans les grandes parties de l'Ouest américain. Tandis que plusieurs des bergers basques continuaient de retourner en Europe, des Basques ont commencé à considérer une implantation permanente et cherché à acheter des ranchs afin de continuer à les exploiter. Un nombre de plus en plus important a obtenu la citoyenneté des États-Unis, et les voyages à la patrie ont commencé à prendre la forme de visites provisoires, souvent par le but primaire de trouver une épouse puis de retourner avec elle en Amérique. On les appelait péjorativement les amerikanoak au Pays basque, parce qu’ils avaient de l’argent et étaient souvent jalousés. 430 000 Basques français et espagnol vont venir s'installer aux États-Unis entre 1900 et 1920. Avec le temps, les Basques se sont établis dans des communautés liées entre elles telles que celle située à Jordan Valley, ville du Comté de Malheur construite par les Basques en 1915, dans l'Oregon, l'Idaho, et l'Elko ou le Winnemucca au Nevada. Dans les premières années du XXe siècle, des entrepreneurs basques réussissent  à augmenter leurs intérêts dans des entreprises marchandes, le succès des Basques dans une grande variété de secteurs a eu comme conséquence de souligner leur présence dans la région en tant que capital culturel et économique unique. En même temps, la communauté basque a commencé à favoriser des évènements et des festivals spéciaux célébrant la culture basque.
Dans les années 1940, en partie à cause du manque de main d’œuvre occasionné par la Seconde Guerre mondiale, l'industrie du mouton vivait une crise grave. Pour aider à remédier à cette situation, le congrès américain passa une série de lois « pour les bergers basques » qui vivaient en tant qu'étrangers illégaux. De 1950 jusqu'au milieu des années 1970, le système a raisonnablement bien fonctionné, permettant à plusieurs milliers de Basques de venir séjourner aux États-Unis. Cependant, un problème entre les propriétaires de ranch et les écologistes, limita le bétail dans les pâturages ce qui rendit le salaire sans attrait. On réduisit donc la demande des bergers basques en les redirigeant vers l'Amérique latine (Mexique, Pérou et Chili). Vers le milieu des années 1970 il y avait moins de 100 bergers basques dans tout l'Ouest américain. Après un siècle et demi les Basques ont laissé leurs marques dans l'économie rurale de l'Ouest américain. Certains sont même revenus au Pays basque, comme Jon Andueza, réalisateur de cinéma et présentateur d’Euskal Telebista (la télévision basque) qui est né en Oregon. D'autres sont devenus connus, comme John Garamendi, nommé par Bill Clinton pour être à la tête du secrétariat du Département de l'Intérieur des États-Unis, ou Robert Laxalt, gouverneur du Nevada et conseiller de Ronald Reagan.

## Associations basques à travers le monde
Il y a 200 Euskal Etxeak (maisons basques) réparties dans 23 pays, dont 31 aux États-Unis d'Amérique et 93 en Argentine (sachant que le mot Euskal Etxea correspond à un « label », et donc n'est pas représentatif de l'ensemble du tissu associatif basque mondial).
.Colombie MEDELLIN (40 % de la population a une origine basque, c'est là où il y a le plus de membres de la diaspora basque au monde par rapport à la population autochtone).
- Allemagne : Euskal Alemaniar Elkartea
- Andorre : Euskal Etxea d'Andorra
- Argentine : Diáspora Vasco Argentina /Centro Vasco del Chaco /Centro Vasco Itxaropen de Saladillo /Euskaltzaleak Escuela de Lengua Vasca, Buenos Aires /Centro Vasco Ibai Guren de Paraná /Centro Zazpirak Bat de Rosario /Centro Vasco Denak Bat de Mendoza /Centro Vasco Villegasko Euskaldunak /Laurak Bat, Buenos Aires /Centro Vasco Denak Bat de Cañuelas /Vascos Colectividad Vasca de Concordia /Centro Vasco Euzko Etxea de La Plata /Centro Vasco Toki Eder de José C. Paz /Centro Vasco Gure Txokoa de Rauch (visita Ardanbera) /Centro Vasco Denak Bat de Temperley /Centro Vasco Euskal Etxea de Villa Mercedes, Provincia de San Luis /Centro Vasco Argentino Zingirako Euskaldunak de Chascomús /Hiru Erreka, Centro Vasco de Tres Arroyos /Centro Vasco Euzko Alkartasuna de Macachín, La Pampa /Centro Vasco Danak Bat de Bolívar /Colegios Euskal Echea (Lavallol eta Buenos Aires) /Iparralde Dantzari Taldea, Buenos Aires /Asociación Coral Lagun Onak, Buenos Aires /Coral Alkartasuna, Buenos Aires
- Australie : Gure Txoko, Sydney /Basque Club of North Queensland
- Canada : Zazpiak Bat Vancouver Basque Club /Euskaldunak, l'Association des Basques du Québec
- Chili : Centro Vasco de Santiago /Etxea de Valparaíso/ Sociedad Vasca de Beneficencia de Concepción/ Colectividad Vasca de Chile Providencia/ Centro Vasco de Valparaíso/ Club Deportivo Vasco de Talca
- États-Unis : Center for Basque Studies (Reno) /Cenarrusa Center for Basque Studies (Boise) /Society of Basque Studies in America /Basque Educational Organization (BEO) /Basque Museum & Cultural Center, Boise, ID /Basque Associations of Boise, Idaho /Boise Basque Center /Txoko Ona Basque Club, Homedale, ID /Oinkari Basque Dancers, Boise, ID /Gauden Bat, Chino, CA /Chino Basque Club, Chino, CA /Kern County Basque Club, Bakersfield, CA /San Francisco Basque Club /San Francisco Basque Cultural Center /Seattle Euskal Etxea /Eusko Etxea of New York, NY /Alkartasuna Basque Club, Rock Springs, WY /Ontario Basque Club, Ontario, OR /Elko Basque Club, Elko, NV /Zazpiak Bat Basque Club, Reno, NV /Zenbat Gara Dantzari Taldea, Reno, NV /Basque Club of Utah, Salt Lake City, UT /Colorado Euskal Etxea /New Mexico Euskal Etxea
- Espagne : Euskal Etxea de Madrid /Centro Vasco de Valladolid /
  - Euskal Herria  : Asociación Euskal Argentina (Izura)
  - Catalogne : Euskal Etxea de Barcelona
- France : Pariseko Eskual Etxea /Chœur d'Hommes Basque Anaiki Gizon Abesbatza (Paris) /Gernika Dantza Taldea (Paris) /Lagunt eta Maita (Pau) /Maison des Basques de Bordeaux /guzki Loreak Dantzan de Colomiers/Eskualdunak, Association des Basques de Montpellier et sa région, Marseillako Euskal Etxea (Maison des basques de Marseille).Euskal Herria  : Asociation 8 Probintziak elkartea (Bayonne)
- Guatemala : Centro Vasco de Guatemala
- Royaume-Uni : London Basque Society – Euskal Elkartea /Cambridge University Basque Society /Basque Dancing Society de New Castle University
- Italie : Associazione Culturale Euskara
- Mexique : Centro Vasco Euskal Etxea A.C. de México DF /Comunidad virtual y foro vascomexicano /
- Pérou : Euskal Etxea del Perú
- Suisse : Suitzako Euskal Etxea - Baskischer Kulturverein
- Uruguay : Saltoko Euskaldunen Taldea
- Venezuela : Caracas-ko Euskal Etxea /Centro Vasco Venezolano de Valencia-Carabobo

Par ailleurs, il existe 3 structures travaillant pour et avec tous les basques du monde, basées essentiellement au Pays basque nord.
- la Société d'études basques - Eusko Ikaskuntza à travers son projet EuskoSare (dissout en 2009)
- l'association Euskal Argentina basée à Juxue (en Basse-Navarre)
- l'association 8 Probintziak basée à Bayonne, qui regroupe près de 300 000 contacts

De 2007 à 2009, les week-ends, France Bleu Pays basque diffusait une chronique qui s’appelait Euskaldunen mundua (le monde des Basques), qui interviewait un Basque aux quatre coins du monde. Cette émission se déroulait tous les samedis et dimanches à partir de 12 h 15.
À compter de septembre 2012, l'association 8 Probintziak, relance son émission mensuelle (8 Herrialdeak Zuzenean) sur Euskal Irratiak. Depuis le mois de septembre 2019, la  radio France Bleu Pays Basque a relancé une émission sur la diaspora basque : Diaspora eta zu ! animée par Benoit Etcheverry